# Supercopa de la CAF 2002
La Supercopa de la CAF 2002  fue la 10.ª edición de la Supercopa de la CAF, que enfrentó al Al-Ahly de Egipto, campeón de la Liga de Campeones de la CAF 2001, y el Kaizer Chiefs de Sudáfrica, campeón de la Recopa Africana 2001.
El encuentro se disputó en el Estadio Internacional de El Cairo, en Egipto.

## Equipos participantes
En negrita ediciones donde el equipo salió ganador.
| Equipo        | Vía de clasificación                           | Participaciones previas |
| ------------- | ---------------------------------------------- | ----------------------- |
| Al-Ahly       | Campeón de la Liga de Campeones de la CAF 2001 | 1 (1994)                |
| Kaizer Chiefs | Campeón de la Recopa Africana 2001             | Debutante               |

## Ficha del partido
| 15 de marzo | Al-Ahly                                         | 4:1 (2:1) | Kaizer Chiefs | Estadio Internacional, El Cairo  |                                  |
|             | Bebo 7' · Ghaly 30' · El-Hadary 65' · Sayed 69' |           | Nzama 20'     | Árbitro(s): Abdel Hakim Shelmani | Árbitro(s): Abdel Hakim Shelmani |

|                             |
| Bandera de Egipto           |
| Campeón Al-Ahly 1.er título |